# Dan-Slovakia Agrar
Dan-Slovakia Agrar A/S er en dansk virksomhed med hovedkvarter i Beder, som driver landbrug i Slovakiet. Virksomheden er ejet af Niels Rauff Hansen, Erik Jantzen og Anders Bundgaard. Selskabet blev etableret i 2001 efter en rekonstruktion af et tidligere statsbrug fra 1949. I dag dyrkes 11.000 hektar og de producerer årligt 385.000 grise. I 2023 havde de 135 ansatte.